# Henri Linguet
Simon Nicolas Henri Linguet (1736-1794) var en fransk forfatter.